# ناغية يابانية
ناغية يابانية (الاسم العلمي:Nageia nagi) هي نوع من النباتات تتبع جنس الناغية من الفصيلة المعلاقية.